# Veteraan van Dienst
De eretitel van Veteraan van Dienst (Russisch: Ветеран Службы) wordt in de Russische Federatie verleend aan gepensioneerde militairen, ambtenaren en ook burgerpersoneelsleden die vóór de instelling van deze medaille 20 jaar of meer onberispelijk dienden. Behalve de eretitel, het is een van de vele in de Russische Federatie, ontvangt men ook een medaille.
Medaille en titel werden op 2 juni 2004 bij decreet ingesteld. Het betreft een ministeriële onderscheiding verbonden aan het Directoraat voor Speciale Programma's van de President van de Russische Federatie (GOSP). Er zijn vergelijkbare medailles voor veteranen van andere diensten ingesteld, zoals de Medaille voor Veteranen van de Buitenlandse Inlichtingendienst.

## De medaille
De gedeeltelijk geëmailleerde ronde medaille is koperkleurig en draagt op de voorzijde een gedeeltelijk geëmailleerde variant op het wapen van de Directoraat voor speciale programma's van de president van de Russische federatie met daarin de rijksappel. In plaats van een schild is een vijfhoekige vesting afgebeeld.
De medaille wordt op de linkerborst gedragen aan een vijfhoekig gevouwen rood lint met gele bies en blauwe middenstreep.
Op een dagelijks uniform mag men een baton in de kleuren van het lint dragen.